# Brownsboro (Alabama)
Brownsboro, auch Brownsborough geschrieben, ist ein gemeindefreies Gebiet im Madison County im Bundesstaat Alabama in den Vereinigten Staaten.

## Geographie
Brownsboro liegt im Norden Alabamas im Süden der Vereinigten Staaten, etwa 27 Kilometer südlich der Grenze zu Tennessee und 23 Kilometer nördlich des Tennessee River.
Nahegelegene Orte sind unter anderem Gurley (6 km südöstlich), Huntsville (7 km westlich), Moores Mill (9 km nordwestlich), New Market (10 km nördlich) und Meridianville (14 km nordwestlich).

## Geschichte
Der Ort wurde nach John Brown, einem lokalen Müller, benannt. 1824 oder 1866 wurde ein Postamt gegründet.

## Verkehr
Brownsboro liegt nördlich einer Trasse, auf der der U.S. Highway 72 gemeinsam mit der Alabama State Route 2 verläuft.
Etwa einen Kilometer westlich befindet sich der Moontown Airport, 15 Kilometer nordwestlich außerdem der Madison County Executive Airport und 31 Kilometer südwestlich der Huntsville International Airport.